# Seika Aoyama
Pour les articles homonymes, voir Aoyama.
Seika Aoyama (青山聖佳, Aoyama Seika), née le 1er mai 1996, est une athlète japonaise, spécialiste du 400 mètres.

## Carrière
Elle est médaillée de bronze du relais suédois aux Championnats du monde d'athlétisme jeunesse 2013 à Donetsk. Aux Jeux asiatiques de 2014 à Incheon, elle obtient une médaille d'argent au relais 4 × 400 mètres.
Elle est médaillée de bronze du relais 4 × 400 mètres aux Championnats d'Asie d'athlétisme 2017 à Bhubaneswar ainsi qu'aux Championnats d'Asie d'athlétisme 2019 à Doha.